# Triflupromazine
La triflupromazine est une phénothiazine utilisée comme antipsychotique et antiémétique.